# Людвік Соучек
Людвік Соучек (чеськ. Ludvík Souček, 17 квітня 1926, Прага — 27 грудня 1978, Прага) — чеський письменник-фантаст, лікар-стоматолог, уфолог та дослідник паранормальних явищ.

## Біографія
Людвік Соучек народився у Празі. У 1951 року він закінчив медичний факультет Карлового університету за спеціальністю лікар-стоматолог, і два роки працював за спеціальністю в празькій стоматологічній клініці. У 1953 році він добровільно пішов на службу до Чехословацької народної армії, й у 1954—1955 роках працював у чехословацькій військовій місії в КНДР, пізніше отримавши звинувачення у військових злочинах під час служби в Кореї. Після повернення на батьківщину Соучек працює стоматологом у Центральному військовому госпіталі у Празі, пізніше працював у міністерстві оборони Чехословаччини, у 1968 році працював у Центральному Комітеті Комуністичної партії Чехословаччини, а в 1969—1971 роках працював у військовій редакції Чехословацького телебачення. У 1971—1976 роках Людвік Соучек працював у видавництві «Albatros». У 1976 році він пішов на пенсію по інвалідності. Помер Людвік Соучек 27 грудня 1978 року в Празі, похований на Ольшанському цвинтарі.

## Літературна діяльність
Людвік Соучек розпочав свою літературну діяльність ще в 1951 році, проте найбільш відомі свої літературні твори він написав у 60-х роках ХХ століття. Найвідомішою його художньою книгою стала науково-фантастична трилогія «Шлях сліпих птахів» (чеськ. Cesta slepých ptáků), яка вийшла друком у 1964—1968 роках. У 1968 і 1970 вийшли друком два детективно-фантастичні твори автора «Справа зниклого суховантажника» (чеськ. Případ ztraceného suchoplavce) і «Справа Янтарної Кімнати» (чеськ. Případ Jantarové komnaty). У 1965 році вийшов роман письменника «Приборкувачі диявола» (чеськ. Krotitelé ďáblů) про пошуки в Центральній Азії таємничого Олгой-Хорхоя. У 1970 році вийшов друком його науково-фантастичний роман «Справа собаки Баскервілів» (чеськ. Případ baskervillského psa), в якому письменник показує свою версію походження собаки Баскервілів. У 1973 році виходить друком збірка «В інтересах Галактики» (чеськ. Zájem Galaxie), хоча й титульне оповідання цієї збірки, в якому йдеться про те, що інопланетяни змінили перебіг земної історії заради того, щоб у майбутній битві не загинув французький учений Рене Декарт, було виключене зі збірки з цензурних міркувань. Відомий Людвік Соучек також як перекладач науково-фантастичних і науково-популярних творів чеською мовою.
За оцінками читачів, Людвік Соучек займає перше місце за популярністю серед усіх чеських письменників-фантастів, друге місце зайняв Йозеф Несвадба.
Людвік Соучек відомий також у Чехії як уфолог та дослідник загадкових явищ історії людства. Значну роль у своїх нехудожніх творах він присвятив пошукам легендарної Атлантиди. У 1971 році вийшла друком перша його книжка з досліджень загадок у історії людства «Небесні детективи. Сенсації і загадки» (чеськ. Nebeské detektivky, senzace a záhady). У 1976 році він видав першу книгу трилогії про таємничі факти людської історії «Передчуття тіні» (чеськ. Tušení stínu), у 1978 році вийшла друга книга трилогії «Передчуття взаємозвязків» (чеськ. Tušení souvislostí). Письменник підготував до друку також третю частину трилогії «Передчуття світла» (чеськ. Tušení světla), проте через смерть письменника її так і не надрукували, а рукопис твору втрачений. Уже після смерті письменника, у 1983 році, вийшов друком роман «Боги Атлантиди» (чеськ. Bohové Atlantidy). Людвік Соучек відомий також як перекладач і популяризатор книг швейцарського письменника й уфолога Еріха фон Денікена.

## Вибрана бібліографія
- Шлях сліпих птахів (чеськ. Cesta slepých ptáků, 1964)
- Приборкувачі диявола (чеськ. Krotitelé ďáblů, 1965)
- Шлях сліпих птахів II. Руна Райдер (чеськ. Cesta slepých ptáků II. Runa rider, 1967)
- Шлях сліпих птахів ІІІ. Сонячне озеро (чеськ. Cesta slepých ptáků III. Sluneční jezero, 1968)
- Справа зниклого суховантажника (чеськ. Případ ztraceného suchoplavce, 1968)
- Справа собаки Баскервілів (чеськ. Případ baskervillského psa, 1970)
- Небесні детективи. Сенсації і загадки» (чеськ. Nebeské detektivky, senzace a záhady, 1971)
- В інтересах Галактики (чеськ. Zájem Galaxie, 1973)
- Передчуття тіні (чеськ. Tušení stínu, 1976)
- Передчуття взаємозвязків (чеськ. Tušení souvislostí, 1978)
- Боги Атлантиди (чеськ. Bohové Atlantidy, 1983)